# Селезінник
Селезінник, аспленій, занігтиця, костянець (Asplenium) — рід папоротей. Часто розглядається як єдиний рід родини Aspleniaceae. Назва роду походить від грецьких слів α — заперечення та σπλεν — селезінка, оскільки деякі листовики використовували для лікування захворювань цього органа.

## Опис
Це трав'янисті багаторічні рослини з перистим або вільчатим «листям» (точніше вайями, що не є справжнім листям) і короткими вертикальними або повзучими кореневищами, у тропіках — часто великі, з перистими або цілісними ваями завдовжки до 2 м і товстими кореневищами з масою сплутаного коріння. Селезінники ростуть епіфітно, літофітно чи наземно. Плодючі (спорангієносні) та безплідні листки однакової форми. Ніжки листків зазвичай темні біля основи, часто голі. Соруси від лінійних до субеліптичних, рідко подвійні, індузійовані. Спори двосторонні, від еліптичних до ниркоподібних, монолітні, екзоспори гладкі, периспори складні та дуже мінливі. Основне число хромосом х = 35 або 36.

## Поширення
Рід Аспленій містить близько 700 видів, які поширені по всій земній кулі, крім Антарктиди. У складі флори України сучасні флористи описують 10 — 13 видів, які спорадично зустрічаються практично по всій території країни, переважно в місцях із відслоненнями гранітів, пісковиків, вапняків та інших кристалічних порід. За даними В. М. Голубєва лише в Криму зростає 11 видів цього роду.

## Використання
Коріння й молоде листя Asplenium bulbiferum можна вживати в їжу вареними. Листки деяких селезінників використовують у медицині як внутрішньо, так і зовнішньо. Відвар листя Asplenium scolopendrium і Asplenium adiantum-nigrum використовують у косметиці як засіб для миття волосся для боротьби з жирністю шкіри, а також як маска для обличчя для ніжної шкіри. Це хороші ґрунтопокривні рослина для тінистих місць; рослини утворюють повільно розповсюджені скупчення.

## Перелік українських селезінників
| №  | Вид                                                       | Розповсюдження в Україні | Джерело інформації | Родина                     | Зображення |
| -- | --------------------------------------------------------- | --- | ------------------ | -------------------------- | ---------- |
| 1  | Селезінник чорний Asplenium adiantum-nigrum L.            | На затінених скелях — у Карпатах, західному Лісостепу (Сатанів), гірському Криму, рідко. У ЧКУ має статус «рідкісний» | [ 10 ]             | Селезінникові Aspleniaceae |            |
| 2  | Селезінник лікарський Asplenium ceterach L.               | Гірський Крим (переважно на південному макросхилі), зрідка на Керченському півострові в місцях виходів вапнякових відслонень | [ 11 ]             | …                          |            |
| 3  | Селезінник клинолистий Asplenium cuneifolium Viv.         | Закарпаття, Прикарпаття | …                  | …                          |            |
| 4  | Селезінник весняний Asplenium fontanum (L.) Bernh.        | Карпати (окол. м. Сколе Львівської обл.) | …                  | …                          |            |
| 5  | Селезінник яйцелистий Asplenium obovatum Viv.             | Гірський Крим | …                  | …                          |            |
| 6  | Селезінник муровий Asplenium ruta-muraria L.              | Карпати, Крим, Степова (Причорноморська низовина, Придніпровська і Приазовська височини, Донецький кряж) і Лісостепова зони (Розточчя, Волино-Подільська височина), Полісся (зрідка на Житомирському Поліссі в місцях гранітних відслонень) | …                  | …                          |            |
| 7  | Селезінник північний Asplenium septentrionale (L.) Hoffm. | Карпати, Крим, Степова (Придніпровська і Приазовська височини, Донецький кряж) і Лісостепова зони (Волинська і Придніпровська височини), Полісся (зрідка на Волинському і Житомирському Поліссі в місцях гранітних відслонень)              | …                  | …                          |            |
| 8  | Селезінник сколопендровий Asplenium scolopendrium L.      | Карпати, Крим, Подільська височина і зрідка на східних відрогах Придніпровської височини (окол. м. Біла Церква Київської обл.) | …                  | …                          |            |
| 9  | Селезінник волосинчастий Asplenium trichomanes L.         | На всій території країни, за винятком Причорноморської низовини, Середньоросійської височини і Лівобережного Полісся | …                  | …                          |            |
| 10 | Селезінник зелений Asplenium viride Huds.                 | Розточчя (зрідка), Карпати, Гірський Крим | …                  | …                          |            |

## Галерея

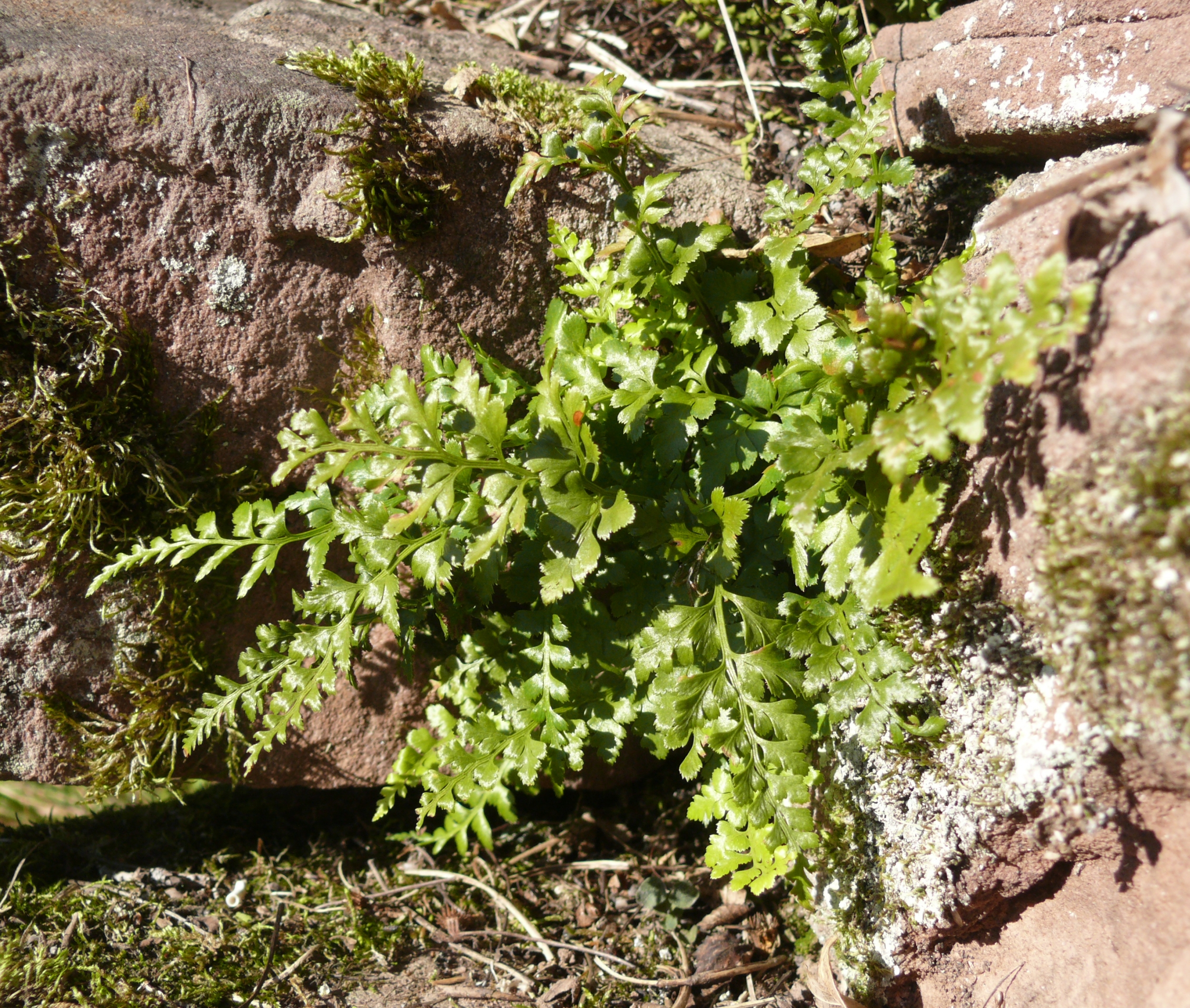
A. adiantum-nigrum
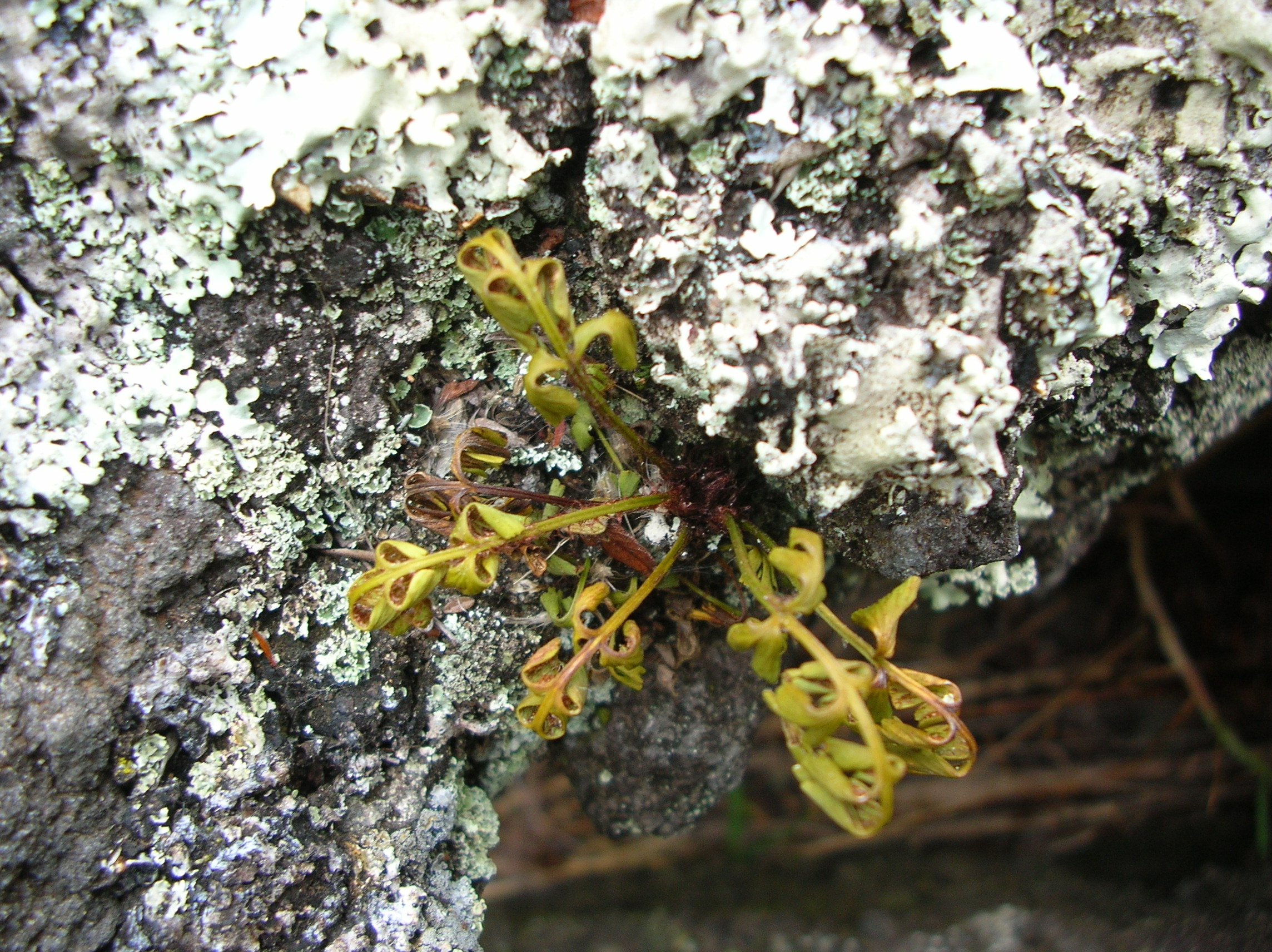
A. australasicum, один з папоротів, який називають «Пташине гніздо»
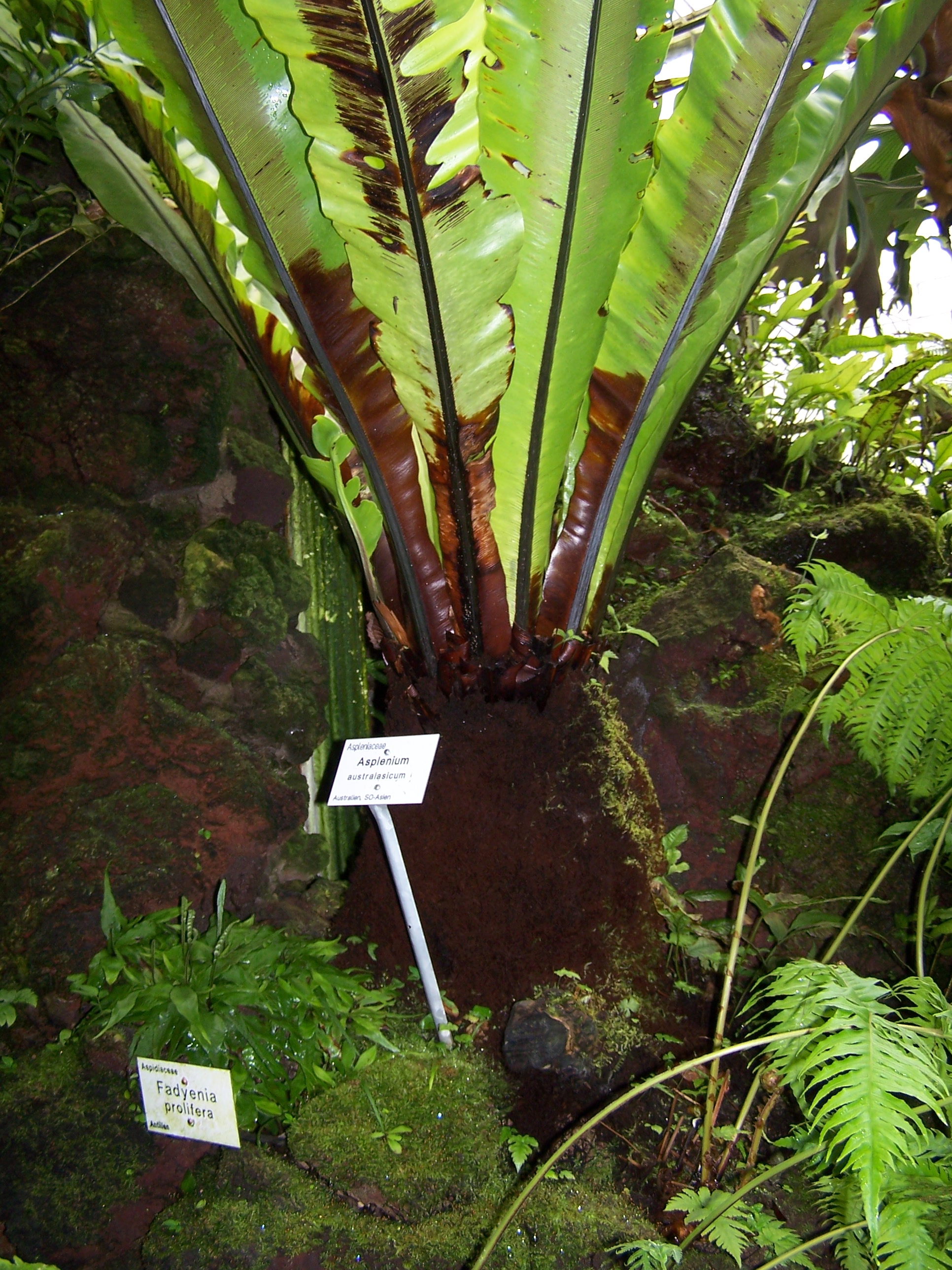
A. australasicum
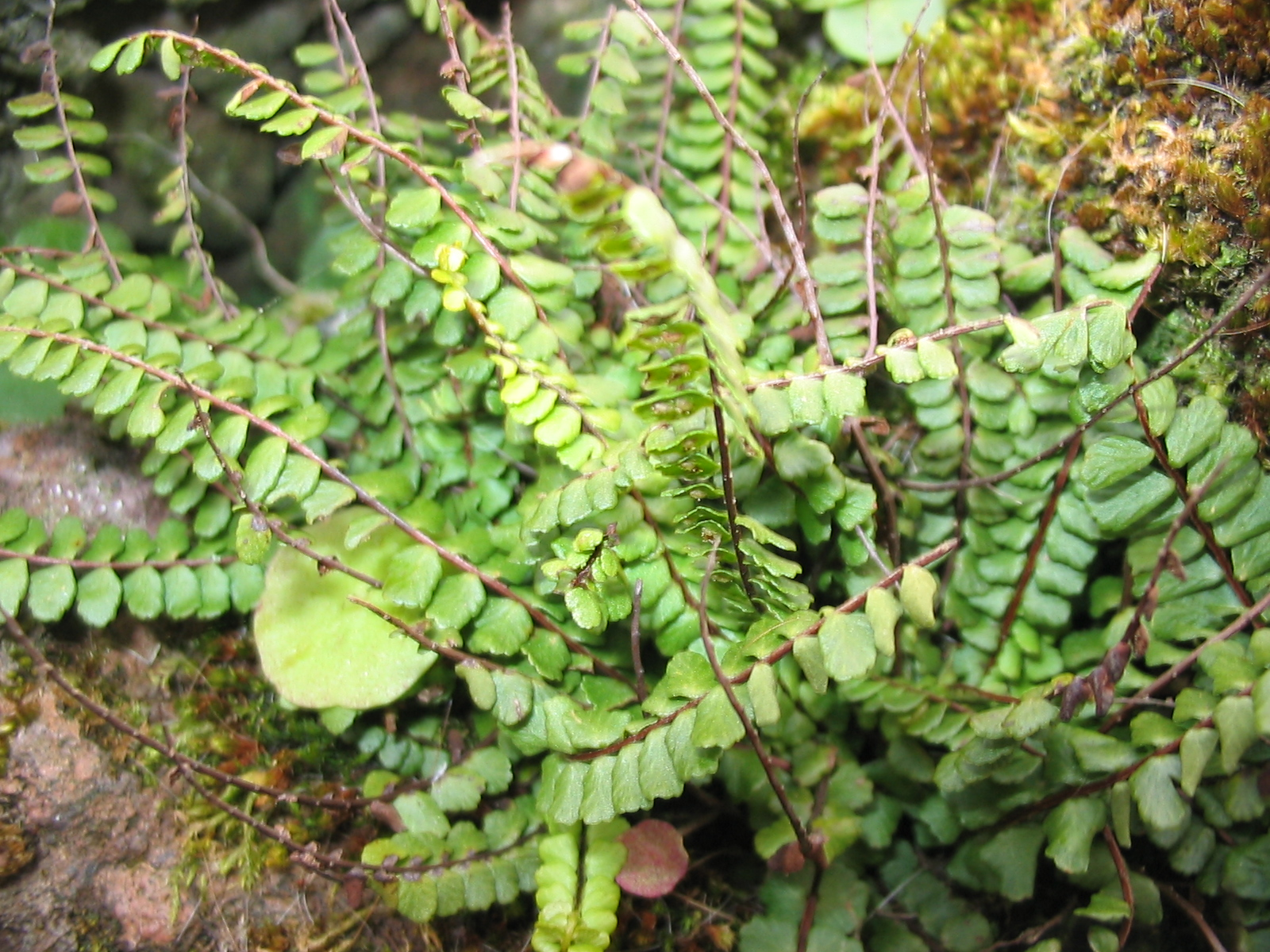
Asplenium azoricum
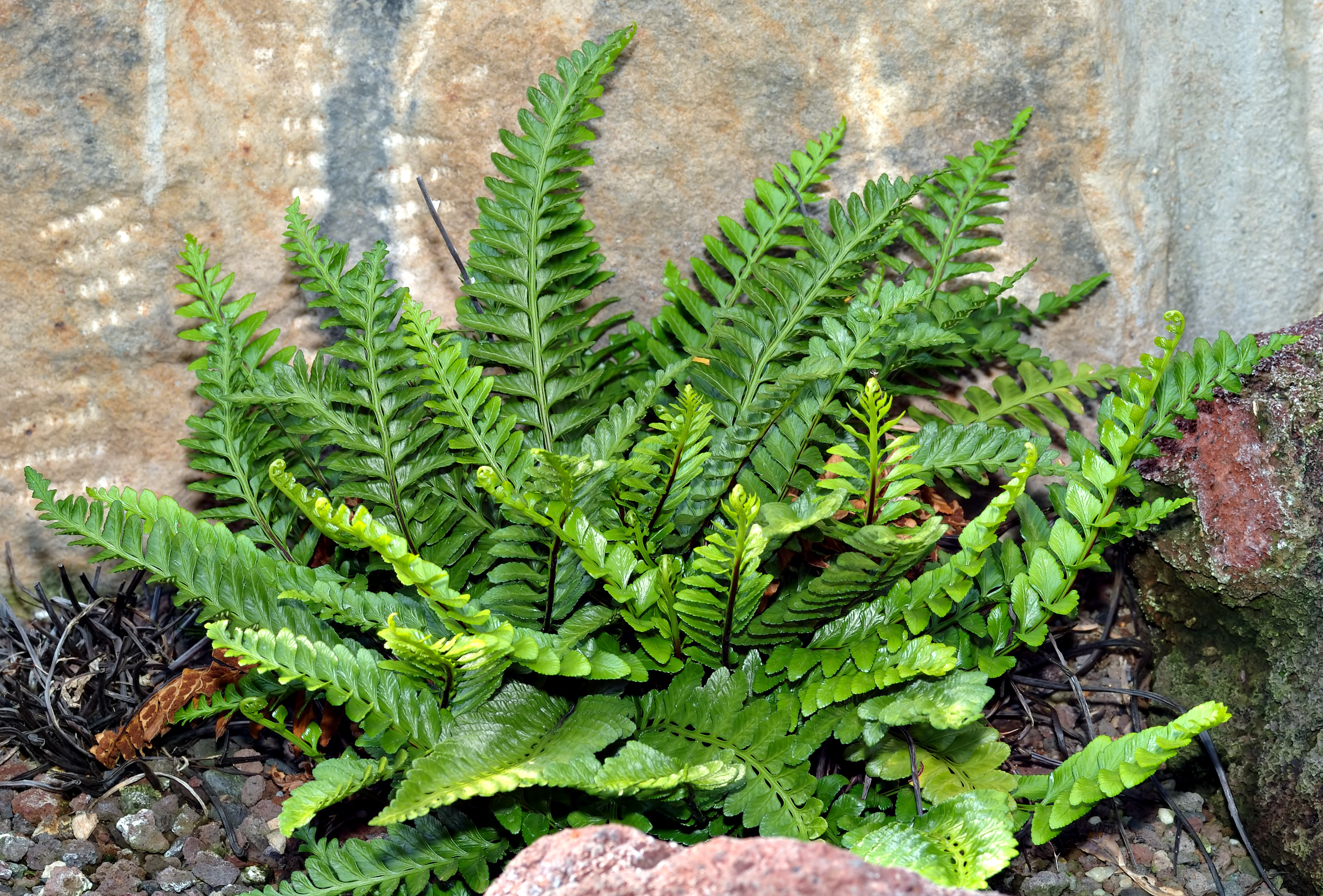
A. marinum
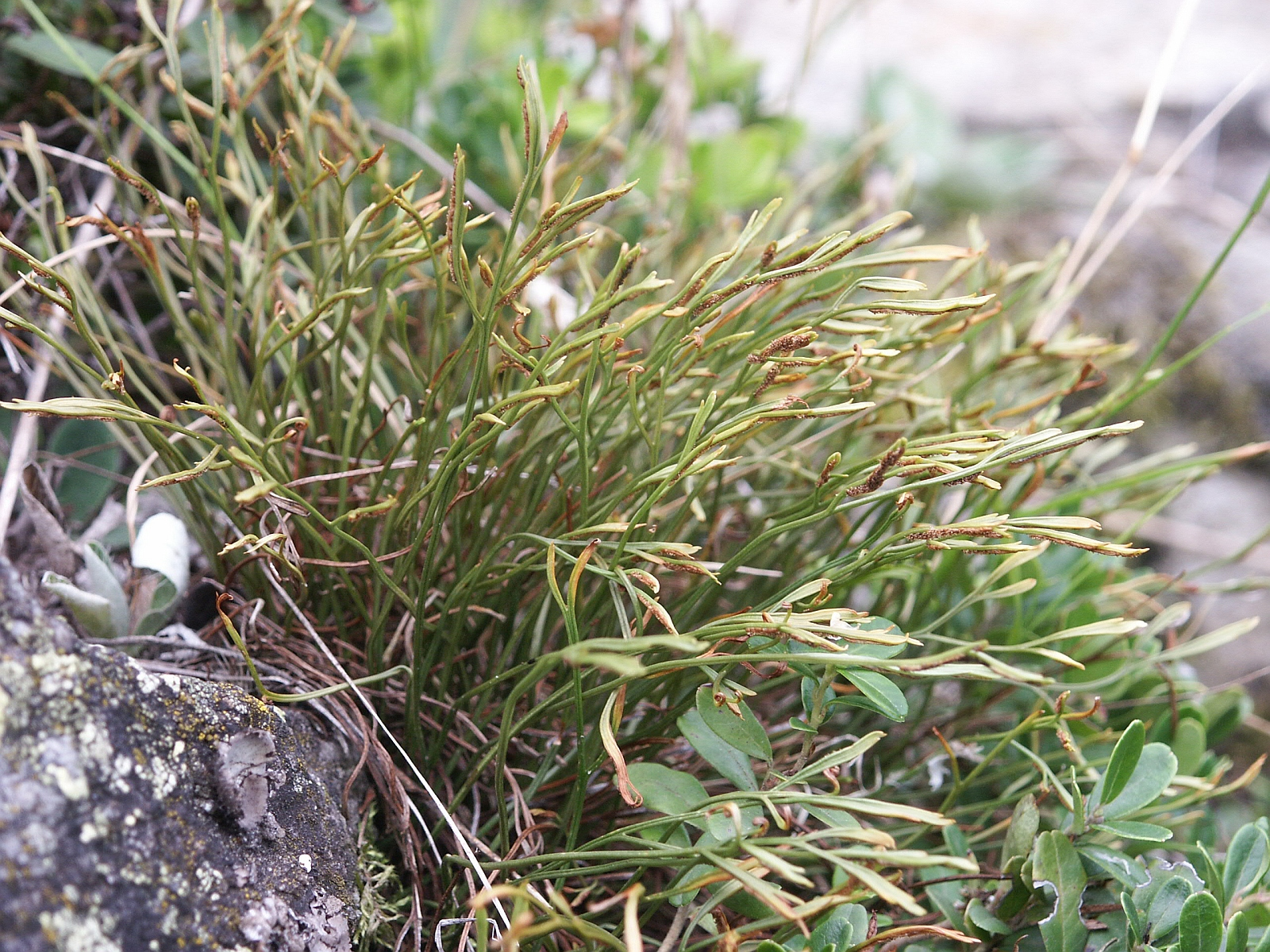
Asplenium septentrionale
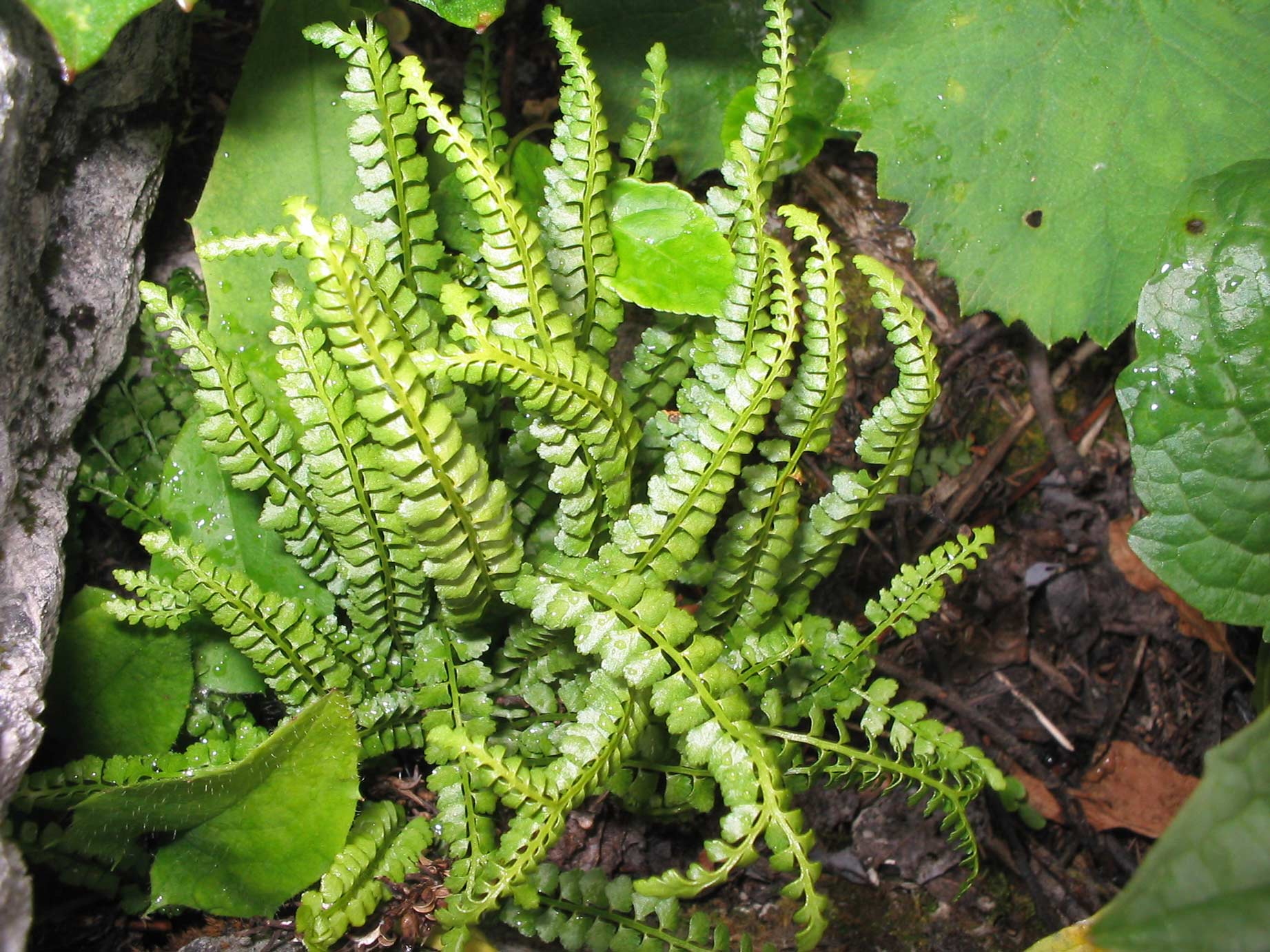
A. viride